# Sudoeste da Inglaterra
O Sudoeste da Inglaterra (em inglês: South West England ) é uma das nove regiões da Inglaterra. É a maior região em área, num total de 23 800km ²  e inclui os condados de Gloucestershire, Bristol, Wiltshire, Somerset, Dorset, Devon, Cornualha e as Ilhas Scilly, pertencentes à Cornualha. Nesta região vivem cerca de cinco milhões de pessoas.
O Sudoeste inclui a zona habitualmente designada por West Country e muito do antigo reino do Wessex. A dimensão da região é vista pelo facto de que a parte norte de Gloucestershire, perto de Chipping Campden, se encontrar próximo da fronteira da Escócia e da ponta da Cornualha. A maior cidade é Bristol. Outros frandes centros urbanos são: Plymouth, Swindon,  Gloucester, Exeter, Bath e a Conurbação do Sudeste de Dorset de Bournemouth, Poole e Christchurch. Todos os outros condados incluem, pelo menos, uma autoridade unitária, como é o caso da Cornualha e da Autoridade Unitária de Bristol. A região tem oito cidades: Salisbury, Bath, Wells, Bristol, Gloucester, Exeter,Plymouth e Truro. Inclui dois Parques Nacionais - Dartmoor e Exmoor - e quatro Locais Mundialmente Protegidos, entre eles Stonehenge e a Costa Jurássica.
Esta região é utilizada para análises estatísticas, sendo a primeira do  primeiro nível das NUTS para fins do Eurostat. Os dados e os factos mais relevantes acerca da região são produzidos pelo South West Observatory. Depois da abolição da Assembleia Regional do Sudoeste e do Gabinete do Governo, alguma da coordenação dos governos locais é realizada pelos Concelhos do Sudoeste.
O Sudoeste da Inglaterra tem uma identidade cultural muito vincada. A Cornualha tem a sua própria linguagem, córnica, e a região é conhecida pelo seu rico folclore, incluindo a lenda do Rei Artur e Glastonbury Tor, e pelos seus costumes e tradições centenários. Tradicionalmente, o Sudoeste é conhecido pela sua produção de queijo cheddar, com origem na pequena cidade de Somerset, Cheddar, pelo chá cremoso de Devon, caranguejos, pastéis, e pela sidra. Também é conhecida como a casa do Projecto Éden, Aardman Animations, o Festival de Glastonbury, o Bristol International Balloon Fiesta, música trip hop e as praias para surfing da Cornualha. A região do Sudoeste tem as maiores costas da Inglaterra, e é conhecida pelas suas cidades piscatórias tradicionais.

## Administração local
A região oficial consiste nas seguintes subdivisões:
| Mapa                 | Condado cerimonial              | Condado shire / unitário                                                                                          | Distritos                          |
| -------------------- | ------------------------------- | --- | ---------------------------------- |
|                      | Somerset                        | 1. Bath and North East Somerset UA                                                                                | 1. Bath and North East Somerset UA |
| 2. North Somerset UA | Somerset                        | |                                    |
| 11. Somerset CC      | Somerset                        | a) South Somerset, b) Taunton Deane, c) West Somerset, d) Sedgemoor, e) Mendip                                    |                                    |
| 3. Bristol UA        |                                 | |                                    |
| Gloucestershire      | 4. South Gloucestershire UA     | 4. South Gloucestershire UA                                                                                       |                                    |
| Gloucestershire      | 5. Gloucestershire CC           | a) Gloucester, b) Tewkesbury, c) Cheltenham, d) Cotswold, e) Stroud, f) Forest of Dean                            |                                    |
| Wiltshire            | 6. Swindon UA                   | 6. Swindon UA |                                    |
| Wiltshire            | 7. Wiltshire UA                 | |                                    |
| Dorset               | 8. Dorset CC                    | a) Weymouth and Portland, b) West Dorset, c) North Dorset, d) Purbeck, e) East Dorset, f) Christchurch            |                                    |
| Dorset               | 9. Poole UA                     | |                                    |
| Dorset               | 10. Bournemouth UA              | |                                    |
| Devon                | 12. Devon CC                    | a) Exeter, b) East Devon, c) Mid Devon, d) North Devon, e) Torridge, f) West Devon, g) South Hams, h) Teignbridge |                                    |
| Devon                | 13. Torbay UA                   | |                                    |
| Devon                | 14. Plymouth UA                 | |                                    |
| Cornualha            | 15. Ilhas Scilly sui generis UA | 15. Ilhas Scilly sui generis UA                                                                                   |                                    |
| Cornualha            | 16. Conselho da Cornualha UA    | |                                    |

UA = autoridade unitária
CC = conselho do condado